# Isopogon villosus
Isopogon villosus är en tvåhjärtbladig växtart som beskrevs av Meissn.. Isopogon villosus ingår i släktet Isopogon och familjen Proteaceae. Inga underarter finns listade i Catalogue of Life.